# イタズラな恋愛白書
『イタズラな恋愛白書』（イタズラなれんあいはくしょ、原題：我可能不會愛你）は、台湾のテレビドラマ。2011年9月18日から12月11日まで台湾の民間全民電視公司で放送された。全13話。主演はアリエル・リンとチェン・ボーリン。徐誉庭が脚本を書き、瞿友寧が演出した。同級生だった高校時代からずっと親友でいる男女の恋愛劇。
2012年第47回金鐘奨で最優秀作品賞のほか主要7部門で受賞した。監督賞を受賞した瞿友寧は2005年から放送されたアリエル・リン主演の『イタズラなKiss 〜惡作劇之吻〜』も演出している。
韓国と中華人民共和国と日本でそれぞれリメイク作品が製作された。韓国版リメイクは2015年に放送され、日本でも『君を愛した時間〜ワタシとカレの恋愛白書』と題されて放送された。中国版リメイクは『愛情進化論』と題され2018年8月に全40話が放送された。日本版リメイクは2019年7月から12月まで『僕はまだ君を愛さないことができる』のタイトルで配信・放送された。

## 登場人物
チェン・ヨウチン（程又青）〈30歳〉
演 - アリエル・リン（林依晨）
靴メーカー勤務、ダーレンとは高校・大学の同級生。
リー・ダーレン（李大仁）
演 - チェン・ボーリン（陳柏霖）
航空会社勤務、ヨウチンとは高校・大学の同級生。
ディン・リーウェイ（丁立威）
演 - サニー・ワン（王陽明）
5年前に別れたヨウチンの元彼。
マギー（Maggie）
演 - アンドレア・チェン（陳匡怡）
航空会社勤務、ダーレンに好意を持っている。
ヨウチンの父
演 - ルオ・ベイアン（羅北安）
ヨウチンの母
演 - リン・メイシュウ（林美秀）
リー・タオタオ（李淘淘）
演 - モン・ガンルー（孟耿如）
ダーレンの妹
白（バイ）おじさん
演 - ジン・シージエ（金士傑）
ダーレンの母に好意を持っている。

## スタッフ
- 監督：瞿友寧（チュウ・ヨウニン）
- 脚本：徐譽庭（シュー・ユーティン）
- 演出：瞿友寧（チュウ・ヨウニン）

## 主題歌
オープニングテーマ
- 『それとも？/還是會』

歌 - 韋禮安（ウィリアム・ウェイ）
エンディングテーマ
- 『翼/翅膀』

歌 - 林依晨（アリエル・リン）

## ソフトウェア

### DVD
販売元：ジェネオン・ユニバーサル・エンターテイメント
- 「イタズラな恋愛白書〜In Time With You〜＜オリジナル・バージョン＞DVD-SET1」（2013年1月11日）
- 「イタズラな恋愛白書〜In Time With You〜＜オリジナル・バージョン＞DVD-SET2」（2013年2月6日）

## 日本における放送
| 放送地域     | 放送局               | 放送期間                 | 放送日時                           | 放送系列       | 備考                            |
| ------------ | -------------------- | ------------------------ | ---------------------------------- | -------------- | ------------------------------- |
| 日本全域     | アジアドラマチックTV | 2012年9月12日 - 11月28日 | 毎週水曜・木曜 18時00分 - 19時02分 | CS放送         |                                 |
| 日本全域     | BS日テレ             | 2013年2月27日 - 8月7日   | 毎週水曜 23時00分 - 24時00分       | BS放送         |                                 |
| 長崎県       | 長崎放送             | 2013年3月29日 -          | 毎週金曜 24時20分 - 25時20分ごろ   | TBS系列        | NBCウィークエンドセレクション枠 |
| 岡山県香川県 | テレビせとうち       | 2013年10月28日 -11月27日 | 毎週月～金曜 8時00分 - 8時55分     | テレビ東京系列 | おはようドラマ１部枠            |

### エピソード・サブタイトル
オリジナルの台湾ドラマは日本で2012年9月12日から11月28日までアジアドラマチックTVで全23話に編集されて放送された。
| 各話   | サブタイトル             | 放送日         |
| ------ | ------------------------ | -------------- |
| 第1話  | 30歳のバースデー         | 2012年9月12日  |
| 第2話  | 君を好きにはならない     | 2012年9月13日  |
| 第3話  | 理想の恋人は誰?          | 2012年9月19日  |
| 第4話  | 年下の彼                 | 2012年9月20日  |
| 第5話  | 愛はモーメント           | 2012年9月26日  |
| 第6話  | 惨めな結末               | 2012年9月27日  |
| 第7話  | 気まずい関係             | 2012年10月3日  |
| 第8話  | 最悪な傷心旅行           | 2012年10月4日  |
| 第9話  | 元カレと親友             | 2012年10月10日 |
| 第10話 | 愛は条件じゃない         | 2012年10月11日 |
| 第11話 | 裏腹な想い               | 2012年10月17日 |
| 第12話 | 危険な誘惑               | 2012年10月18日 |
| 第13話 | 忘れていたトキメキ       | 2012年10月24日 |
| 第14話 | 届かない告白             | 2012年10月25日 |
| 第15話 | 傲慢な君へ               | 2012年10月31日 |
| 第16話 | 愛さないよう努力する     | 2012年11月1日  |
| 第17話 | 自分を変える方法         | 2012年11月7日  |
| 第18話 | さよなら、一番大切な友達 | 2012年11月8日  |
| 第19話 | 離れて初めて気付くこと   | 2012年11月14日 |
| 第20話 | 失意のエアポート         | 2012年11月15日 |
| 第21話 | 結婚へのカウントダウン   | 2012年11月21日 |
| 第22話 | 君へのラブソング         | 2012年11月22日 |
| 第23話 | 親友、そして最愛の人     | 2012年11月28日 |

## 韓国版ドラマ
韓国でリメイクされ、『너를 사랑한 시간』（君を愛した時間）と題して2015年6月27日から8月16日までSBSにて放送された。全16話。主演はハ・ジウォンとイ・ジヌク。視聴率は6ないし7パーセント前後で推移し、最高回は第5回だった。ドラマ全編の動画がSBSの公式ウェブサイトで無料で公開されている。
日本ではKNTVにて『君を愛した時間〜ワタシとカレの恋愛白書』のタイトルで2015年9月4日から12月6日まで放送され、BS日テレ等でも放送された。他にAmazon Prime Video内のアジアプレミアムチャンネルやhuluなどで配信もされている。

### 登場人物
オ・ハナ〈34歳〉
演 - ハ・ジウォン
靴メーカーTANDYのマーケティング次長。オリジナル作品のチェン・ヨウチンに相当。
チェ・ウォン
演 - イ・ジヌク
航空会社でアシスタントパーサーを務める。ハナとは17年来の親友。オリジナル作品のリー・ダーレンに相当。
チャ・ソフ
演 - ユン・ギュンサン
ピアニスト。トップ・クラシックに所属する。以前ハナと恋人関係だった。オリジナル作品のディン・リーウェイに相当。
イ・ソウン
演 - チュ・スヒョン
航空会社のインターン。チェ・ウォンの後輩。オリジナル作品のマギーに相当。

### スタッフ
- 企画：ホン・ソンチャン
- プロデューサー：キム・ドンホ
- 脚本：チョン・ドユン、イ・ハナ、創作集団カイル
- 演出：チョ・スウォン、シン・スンウ

## 中国版ドラマ
中華人民共和国でリメイクされ、『愛情進化論』と題して2018年8月2日から8月23日まで浙江衛視などで全40話が放送された。主演は張天愛と張若昀。宝卿が脚本を書き、安竹間が演出した。

### 登場人物
艾若曼（アイ・ルオマン）〈30歳〉
演 - 張天愛（ジャン・ティエンアイ）
都会的で自立している有能な独身女性。
鹿飛（ルー・フェイ）〈30歳〉
演 - 張若昀（ジャン・ルオユン）
穏やかでやさしく仕事熱心な独身男性。
丁宇揚（ディン・ユーヤン）
演 - 許魏洲（シュー・ウェイジョウ）

邢清清（シー・チンチン）
演 - 何泓姗（ホー・ホンシャン）

## 日本版ドラマ（配信ドラマ）
日本でリメイクされ『僕はまだ君を愛さないことができる』（ぼくはまだきみをあいさないことができる）のタイトルで、2019年7月15日 月曜12時からFODで配信が開始され、2019年7月16日（15日深夜）から12月10日（9日深夜）までフジテレビの地上波で放送された。足立梨花と白洲迅のダブル主演。

### 登場人物
御手洗陽
演 - 足立梨花
靴メーカーであるダイアナ株式会社・商業開発部の主任。
石田蓮
演 - 白洲迅
都市開発などを手掛けるデベロッパーである芹沢地所の社員。
水沢竜星
演 - 浅香航大
陽の元恋人で、現在はベンチャー企業の社長を務めている。
河野麻希
演 - 松本妃代
芹沢地所の社員。石田蓮の恋人。
鳴海悠
演 - 佐久間悠
ダイアナ株式会社の社員。
青江瞳
演 - 川面千晶
御手洗学
演 - 永野宗典
陽の兄。あまり多くを話さないが、常に陽のことを気にかけている。
石田真琴
演 - 早織
蓮の姉。
石田静香
演 - 中村久美
蓮の母。
御手洗隼人
演 - 廣川三憲
陽の父。釣りが趣味。
御手洗春
演 - かとうかず子
陽の母。陽とは何でも語り合えるほど仲良し。

### スタッフ
- 脚本 - 新井友香、古賀文恵、今奈良孝行
- 監督 - 熊坂出、玉澤恭平、山田卓司
- 音楽 - 堀口純香
- プロデュース - 櫻井由紀、東康之、代情明彦、伊藤太一
- 配信担当 - 野村和生、中川智允、井上美帆
- 制作プロダクション - AOI Pro.
- 制作協力 - ヘッドクォーター
- 製作著作 - 「僕はまだ君を愛さないことができる」製作委員会（エスピーオー、フジテレビジョン、AOI Pro.）